# Francesc de Verntallat
Francesc de Verntallat (Sant Privat d'en Bas, 1426 o 1428-San Feliu de Pallarols,1498 o 1499) fue un campesino acomodado catalán, miembro de la pequeña nobleza, que capitaneó el ejército remensa durante la primera guerra remensa —que se solapó con la guerra civil catalana— por lo que al final de la misma fue recompensado por el rey Juan II de Aragón con el título de vizconde de Hostoles. Durante la segunda guerra remensa se mantuvo al margen, encabezando a los remensas moderados partidarios del solucionar el conflicto remensa por la vía de la mediación de la Corona aragonesa, que finalmente se produjo con la Sentencia arbitral de Guadalupe dictada en 1486 por el rey Fernando II de Aragón.
Según Jaume Vicens Vives, Verntallat fue «el alma del movimiento remensa, y quien, con un innegable sentido del oportunismo, lo llevó al triunfo bajo Juan II y Fernando el Católico». Por su parte César Alcalá destaca su papel militar pues gracias a su intervención durante la primera guerra remensa, «se consiguió formar compañías militares bien organizadas y disciplinadas».

## Biografía
Era descendiente de la familia de los Puigpardines. El apellido de Verntallat con el que fue conocido procedía del nombre del mas del que era propietario en Sant Privat d'en Bas (un municipio que en el siglo XX fue absorbido por Vall de Bas, en la comarca de La Garrocha). 
Era el segundo hijo del segundo matrimonio de su padre, Francesc Puigpardines, que era un campesino remensa rico ―poseedor de varios ‘’masos’’ en Sant Privat d’en Bas y Sant Feliu de Pallerols― y que ostentaba la dignidad de donzell por lo que  pertenecía a la pequeña nobleza campesina catalana.
En febrero de 1446 se casó con Joana Noguer, perteneciente también a una familia de campesinos remensas acomodados. Tuvieron dos hijos, Miquel-Grau y Leonor. Habitó en el manso de los Noguer (Batet de la Serra) durante unos años, donde se dedicó al trabajo de la tierra.

### Primera guerra remensa y sus consecuencias
Encabezó la rebelión campesina que en febrero de 1462 dio inicio a la primera guerra remensa. El motivo de la sublevación fue la actitud de los señores feudales que, aprovechando la recuperación de su posición de fuerza tras la firma de la Capitulación de Vilafranca, estaban intentando cobrar de nuevo los malos usos dejados en suspenso por la sentencia interlocutoria de Alfonso el Magnánimo de 1455.
La reina Juana Enríquez, Lugarteniente General de Cataluña en nombre de su hijo el «primogénito» don Fernando, se puso en contacto con él para alcanzar una tregua tras el fracaso de las medidas represivas que había ordenado desde Gerona. Más tarde la reina solicitó su ayuda para hacer frente al ejército reclutado por la Diputación del General de Cataluña al mando del conde de Pallars que desde Barcelona se dirigía a Gerona con la finalidad de apoderarse de la reina y del «primogénito» el príncipe Fernando. Así Verntallat fue nombrado capitán real y su  ejército remensa pasó a ser considerado parte el ejército real. La forma de reclutar este ejército remensa era que de tres campesinos solo uno tomaba las armas mientras que los otros dos aportaban el dinero para su sostenimiento. De ahí el nombre de «la armada de tres hogares por hombre» con que se lo conoció. Su consigna fue «Monarquía, paz, justicia y concordia» y su propósito defender al rey para que pudiera dar «el derecho de la verdadera justicia a quien la tuviera» en el conflicto que mantenían los remensas con sus señores.
Sellada la alianza, Verntallat al mando de 300 hombres se dirigió desde la Montaña de Gerona, su base de operaciones, hacia Hostalrich, plaza estratégica situada entre Barcelona y Gerona, para cerrar el paso a las tropas de la Diputación, mientras que otro grupo de remensas, comandados por Jaime Molas, se dirigía a Gerona para defender la ciudadela de la Força Vella, donde se refugiarían la reina Juana, el príncipe Fernando y sus partidarios si las tropas del conde de Pallars lograban entrar en la ciudad. Estos contingentes de remensas de la Montaña leales a Juan II pronto fueron conocidos como «verntallats», por el nombre de su capitán.
Sin embargo Verntallat fue derrotado cerca de Hostalric, que había sido tomada el 23 de mayo por una avanzadilla del ejército de la Diputación. Así que el conde de Pallars ya no encontró ningún obstáculo para plantarse a las puertas de Gerona.

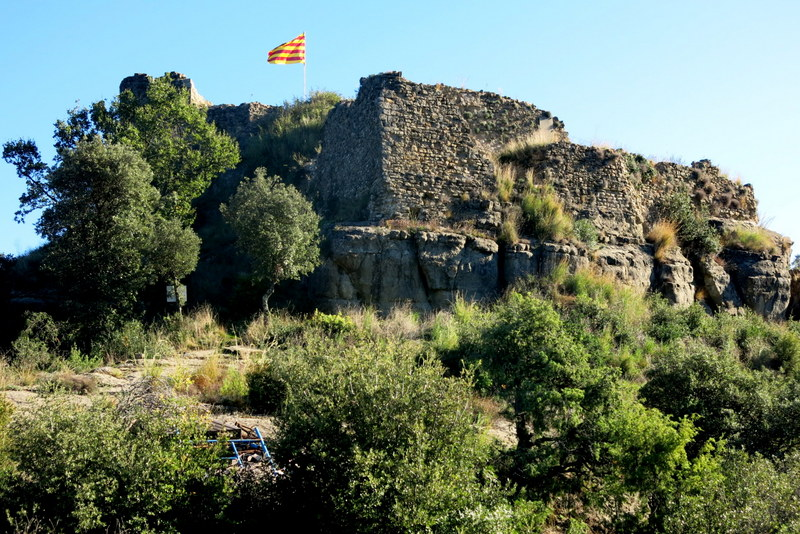
Castillo de Hostoles que fue tomado por Verntallat en 1463, convirtiéndolo en uno de los núcleos principales de la revuelta remensa.

En 1463 los remensas al mando de Verntallat se apoderaron del castillo de Hostoles, convirtiéndose a partir de entonces en uno de los núcleos vitales de la revuelta.
En cuanto a la contribución del ejército de Verntallat al bando realista durante la guerra civil catalana, según Vicens Vives, «no puede exagerarse la importancia de la intervención de las huestes de Verntallat al lado de Juan II, y afirmar que la misma fue decisiva… pero, sin embargo, no debe olvidarse que se trata de un factor de positiva influencia en el curso de las operaciones militares en el Ampurdán, influencia que creemos poder concretar en los tres hechos siguientes: defensa de Gerona; amenaza constante contra las posiciones del General en el Ampurdán y La Selva, y garantía de los pasos de la Montaña para las tropas reales. En conjunto, el país dominado por los remensas fue un baluarte realista, de gran solidez, en el curso de toda la campaña».
Tras la conquista por las fuerzas realistas del Ampurdán le fue entregado en diciembre de 1471 Olot a Verntallat como recompensa a su contribución a la victoria en la guerra y este inmediatamente decretó la abolición de los malos usos y otros derechos señoriales. Como ha señalado Vicens Vives, «el caudillo de la Montaña había cumplido su palabra, sin desmayar una sola vez, ni apartarse una línea de su propósito. Los remensas, asimismo, habían actuado como buenos soldados».
Finalizada la Guerra Civil Catalana, Juan II recompensó en 1474 a Verntallat por su apoyo con el título de vizconde d'Hostoles. Verntallat al principio de la guerra ya había recibido del rey los bienes de los señores rebeldes del vizcondado de Bas. Años más tarde, ya bajo el reinado de Fernando el Católico, Verntallat recibiría varias casas de la calle de Regomir de Barcelona.
Pero por otro lado Juan II tomó las medidas necesarias para que los castillos y plazas fuertes que los remensas habían conquistado durante la guerra en su nombre les fueran devueltas a él o a sus señores. Así en 1473 obligó a Verntallat y a Pere Joan Sala a que cedieran el castillo de Finestres al señor de Sant Pau. Como ha señalado Vicens Vives, «la monarquía recelaba, con toda evidencia, de la posible utilización de estas defensas por los payeses con fines particulares».
Sin embargo, Juan II mantuvo su posición anterior contraria a que los campesinos hicieran efectivas las prestaciones debidas por los malos usos aunque cuando los remensas se negaron a realizar cualquier tipo de pago a sus señores intervino para obligarles a hacerlo. Fue lo que ocurrió en 1475 tras un pregón de Verntallat en el pueblo de Constantins en el que incitaba a los remensas a no hacer efectiva ningún tipo de prestación. El rey expidió inmediatamente una provisión en la que les conminaba a pagar «exceptuados los malos usos».
Tras la guerra el núcleo revolucionario remensa en la Montaña no desapareció por lo que la tensión social continuó, como se pudo comprobar en el conflicto que enfrentó en 1475 al obispado de Gerona con sus remensas. El conflicto estalló cuando un grupo de remensas comandados por Verntallat se apoderaron del castillo de Corsá alegando que el obispado de Gerona no había redimido a los habitantes de esa localidad a pesar de haber pagado 18 000 libras ―cantidad que el obispado tampoco estaba dispuesto a devolver―. Los «verntallasts» ocuparon el castillo durante tres semanas consiguiendo hacer frente a las huestes del obispo Margarit hasta que el rey Juan II decidió intervenir y envió un ejército al mando de su hijo natural Alfonso de Aragón para desalojar a los remensas de allí. De esta forma se abortó un «vasto movimiento subversivo» remensa, en palabras de Vicens Vives. Poco después el rey Juan II dictó una orden dirigida a Verntallat en la que le recordaba la obligación de pago de los censos y derechos debidos a los señores. Sin embargo, la tensión continuó.

### Segunda guerra remensa y Sentencia arbitral de Guadalupe

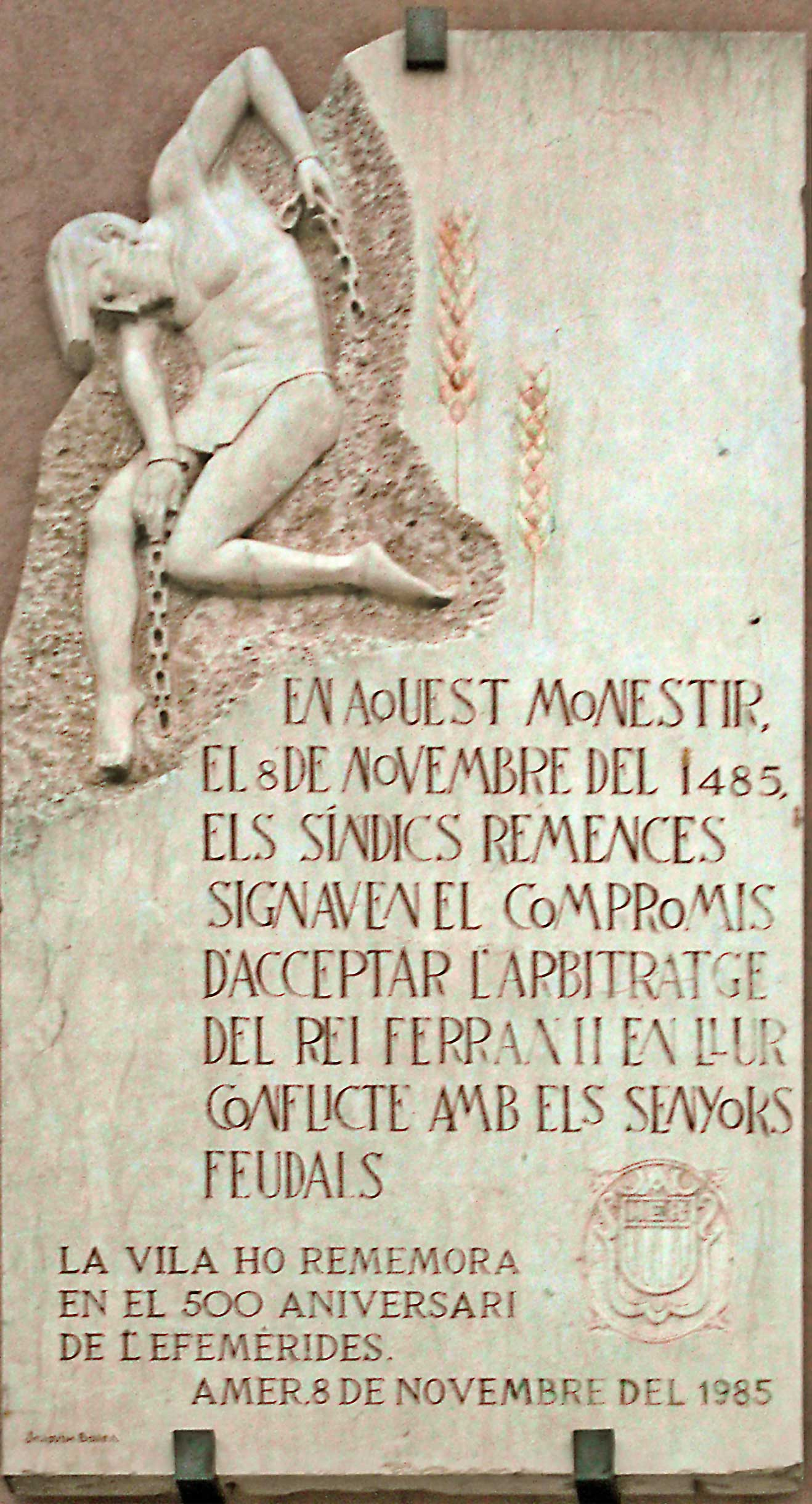
Placa Conmemorativa del 500 aniversario de la asamblea de Amer del 8 de noviembre de 1485 en la que los delegados de los remensas, entre los que se encontraba Verntallat, aceptaron el arbitraje del rey Fernando II en su conflicto con los señores feudales.

Al estallar la segunda guerra remensa en 1484 Verntallat no se sumó a la rebelión encabezada por Pere Joan Sala, que había sido lugarteniente suyo durante la primera guerra, y encabezó el sector moderado del movimiento remensa.
Tras el final de la guerra con la derrota de las fuerzas de Sala, Verntallat, junto con otros líderes remensas moderados, se reunió a principios de junio de 1485 en el castillo de San Gregori, con el enviado del rey Fernando, Lluís Margarit, que llevaba el encargo de conseguir que los señores y los remensas llegaran a un acuerdo que pusiera fin al conflicto. Pero las conversaciones que mantuvieron representantes de los remensas y de los señores en Barcelona propiciadas por Margarit no dieron resultado.
El 8 de noviembre de 1485 Verntallat participó en la reunión que tuvo lugar en Amer entre los síndicos remensas y el noble castellano Íñigo López de Mendoza, el nuevo enviado del rey Fernando tras el fracaso de la misión de Marganit. Allí se alcanzó el compromiso de dejar en manos del rey la solución definitiva del conflicto. Previamente López de Mendoza había conseguido que los señores también aceptaran el arbitraje de la Corona.
Finalmente Verntallat tuvo un papel muy activo en la discusión de los términos del acuerdo entre los señores y los remensas que daría lugar a la Sentencia arbitral de Guadalupe dictada por el rey Fernando en abril de 1486. De hecho Verntallat fue uno de los dieciocho firmantes de la misma en representación de los campesinos remensas.

### Muerte
Verntallat murió en 1498 o 1499 en su casa de Sant Feliu de Pallerols a la edad de 73 años. Tras su muerte el título de vizconde de Hostoles retornó a la Corona.